# Albo d'oro del campionato ucraino di calcio
La pagina elenca le squadre vincitrici del massimo livello del campionato ucraino di calcio, istituito per la prima volta nel 1992 dopo la dissoluzione dell'Unione Sovietica.

## Albo d'oro
| Anno            | Vincitore                                                                             | Secondo posto                                                                         | Terzo posto                                                                           | Capocannoniere                                                                        |
| --------------- | ------------------------------------------------------------------------------------- | ------------------------------------------------------------------------------------- | ------------------------------------------------------------------------------------- | ------------------------------------------------------------------------------------- |
| 1992 (1ª)       | Tavrija (1)                                                                           | Dinamo Kiev                                                                           | Šachtar                                                                               | Jurij Hudymenko (Tavrija, 12 gol)                                                     |
| 1992-1993 (2ª)  | Dinamo Kiev (1)                                                                       | Dnipro                                                                                | Čornomorec'                                                                           | Serhij Husjev (Čornomorec' Odessa, 17 gol)                                            |
| 1993-1994 (3ª)  | Dinamo Kiev (2)                                                                       | Šachtar                                                                               | Čornomorec'                                                                           | Tymerlan Husejnov (Čornomorec' Odessa, 18 gol)                                        |
| 1994-1995 (4ª)  | Dinamo Kiev (3)                                                                       | Čornomorec'                                                                           | Dnipro                                                                                | Arsen Avakov (Torpedo Zaporižžja, 21 gol)                                             |
| 1995-1996 (5ª)  | Dinamo Kiev (4)                                                                       | Čornomorec'                                                                           | Dnipro                                                                                | Tymerlan Husejnov (Čornomorec' Odessa, 20 gol)                                        |
| 1996-1997 (6ª)  | Dinamo Kiev (5)                                                                       | Šachtar                                                                               | Vorskla                                                                               | Oleh Matvjejev (Šachtar, 21 gol)                                                      |
| 1997-1998 (7ª)  | Dinamo Kiev (6)                                                                       | Šachtar                                                                               | Karpaty                                                                               | Serhij Rebrov (Dinamo Kiev, 22 gol)                                                   |
| 1998-1999 (8ª)  | Dinamo Kiev (7)                                                                       | Šachtar                                                                               | Kryvbas                                                                               | Andrij Ševčenko (Dinamo Kiev, 18 gol)                                                 |
| 1999-2000 (9ª)  | Dinamo Kiev (8)                                                                       | Šachtar                                                                               | Kryvbas                                                                               | Maksim Shatskix (Dinamo Kiev, 20 gol)                                                 |
| 2000-2001 (10ª) | Dinamo Kiev (9)                                                                       | Šachtar                                                                               | Dnipro                                                                                | Andrij Vorobej (Šachtar, 21 gol)                                                      |
| 2001-2002 (11ª) | Šachtar (1)                                                                           | Dinamo Kiev                                                                           | Metalurh Donec'k                                                                      | Serhij Šyščenko (Metalurh Donetsk, 12 gol)                                            |
| 2002-2003 (12ª) | Dinamo Kiev (10)                                                                      | Šachtar                                                                               | Metalurh Donec'k                                                                      | Maksim Shatskix (Dinamo Kiev, 22 gol)                                                 |
| 2003-2004 (13ª) | Dinamo Kiev (11)                                                                      | Šachtar                                                                               | Dnipro                                                                                | Georgi Demetradze (Metalurh Donec'k, 18 gol)                                          |
| 2004-2005 (14ª) | Šachtar (2)                                                                           | Dinamo Kiev                                                                           | Metalurh Donec'k                                                                      | Oleksandr Kosyrin (Čornomorec' Odessa, 14 gol)                                        |
| 2005-2006 (15ª) | Šachtar (3)                                                                           | Dinamo Kiev                                                                           | Čornomorec'                                                                           | Brandão (Šachtar, 15 gol) Emmanuel Okoduwa (Arsenal Kiev, 15 gol)                     |
| 2006-2007 (16ª) | Dinamo Kiev (12)                                                                      | Šachtar                                                                               | Metalist                                                                              | Oleksandr Hladkyj (FC Charkiv, 13 gol)                                                |
| 2007-2008 (17ª) | Šachtar (4)                                                                           | Dinamo Kiev                                                                           | Metalist                                                                              | Marko Dević (Metalist Charkiv, 19 gol)                                                |
| 2008-2009 (18ª) | Dinamo Kiev (13)                                                                      | Šachtar                                                                               | Metalist                                                                              | Aleksandr Kovpak (Tavrija Simferopol', 17 gol)                                        |
| 2009-2010 (19ª) | Šachtar (5)                                                                           | Dinamo Kiev                                                                           | Metalist                                                                              | Arcëm Mileŭski (Dinamo Kiev, 17 gol)                                                  |
| 2010-2011 (20ª) | Šachtar (6)                                                                           | Dinamo Kiev                                                                           | Metalist                                                                              | Jevhen Selezn'ov (Dnipro, 17 gol)                                                     |
| 2011-2012 (21ª) | Šachtar (7)                                                                           | Dinamo Kiev                                                                           | Metalist                                                                              | Jevhen Selezn'ov (Šachtar, 14 gol) Maicon Oliveira (Volyn', 14 gol)                   |
| 2012-2013 (22ª) | Šachtar (8)                                                                           | Metalist                                                                              | Dinamo Kiev                                                                           | Henrix Mxit'aryan (Šachtar, 25 gol)                                                   |
| 2013-2014 (23ª) | Šachtar (9)                                                                           | Dnipro                                                                                | Metalist                                                                              | Luiz Adriano (Šachtar, 20 gol)                                                        |
| 2014-2015 (24ª) | Dinamo Kiev (14)                                                                      | Šachtar                                                                               | Dnipro                                                                                | Alex Teixeira (Šachtar, 17 gol) Eric Bicfalvi (Volyn', 17 gol)                        |
| 2015-2016 (25ª) | Dinamo Kiev (15)                                                                      | Šachtar                                                                               | Dnipro                                                                                | Alex Teixeira (Šachtar, 22 gol)                                                       |
| 2016-2017 (26ª) | Šachtar (10)                                                                          | Dinamo Kiev                                                                           | Zorja                                                                                 | Andrij Jarmolenko (Dinamo Kiev, 15 gol)                                               |
| 2017-2018 (27ª) | Šachtar (11)                                                                          | Dinamo Kiev                                                                           | Vorskla                                                                               | Facundo Ferreyra (Šachtar, 21 gol)                                                    |
| 2018-2019 (28ª) | Šachtar (12)                                                                          | Dinamo Kiev                                                                           | Oleksandrija                                                                          | Júnior Moraes (Šachtar, 19 gol)                                                       |
| 2019-2020 (29ª) | Šachtar (13)                                                                          | Dinamo Kiev                                                                           | Zorja                                                                                 | Júnior Moraes (Šachtar, 20 gol)                                                       |
| 2020-2021 (30ª) | Dinamo Kiev (16)                                                                      | Šachtar                                                                               | Zorja                                                                                 | Vladyslav Kulač (Vorskla, 15 gol)                                                     |
| 2021-2022 (31ª) | La stagione è stata cancellata dalla FFU a seguito dell'invasione russa dell'Ucraina. | La stagione è stata cancellata dalla FFU a seguito dell'invasione russa dell'Ucraina. | La stagione è stata cancellata dalla FFU a seguito dell'invasione russa dell'Ucraina. | La stagione è stata cancellata dalla FFU a seguito dell'invasione russa dell'Ucraina. |
| 2022-2023 (32ª) | Šachtar (14)                                                                          | Zorja                                                                                 | Dinamo Kiev                                                                           | Artem Dovbyk (Dnipro-1, 24 gol)                                                       |
| 2023-2024 (33ª) | Šachtar (15)                                                                          | Dinamo Kiev                                                                           | Kryvbas Kryvyj Rih                                                                    | Vladyslav Vanat (Dinamo Kiev, 14 gol)                                                 |

## Statistiche

### Titoli per squadra
| Club        | Titoli | Anni |
| ----------- | ------ | --- |
| Dinamo Kiev | 16     | 1992-1993, 1993-1994, 1994-1995, 1995-1996, 1996-1997, 1997-1998, 1998-1999, 1999-2000, 2000-2001, 2002-2003, 2003-2004, 2006-2007, 2008-2009, 2014-2015, 2015-2016, 2020-2021 |
| Šachtar     | 15     | 2001-2002, 2004-2005, 2005-2006, 2007-2008, 2009-2010, 2010-2011, 2011-2012, 2012-2013, 2013-2014, 2016-2017, 2017-2018, 2018-2019, 2019-2020, 2022-2023, 2023-2024            |
| Tavrija     | 1      | 1992 |